# 1925 في العراق
فيما يلي قوائم الأحداث التي وقعت خلال عام 1925 في العراق.

## سياسة

### 14 آذار
- اعلان القانون الأساسي (الدستور).[1]

### نهاية منصب
- 26 حزيران - أستقالة رئيس الوزراء ياسين الهاشمي.
- 19 تشرين الثاني أستقالة وزير المالية رؤوف الجادرجي من وزارة عبد المحسن السعدون الثانية.[2]

### بداية منصب
- 26 حزيران - عبد المحسن السعدون يتولى رأسة الوزراء.[3]
- 15 تموز - رشيد عالي الكيلاني يتولى رأسة مجلس النواب.[4]
- 15 تموز - تعيين يوسف السويدي أول رئيس لمجلس الأعيان العراقي الملكي.[5]

## مواليد
- خضر عباس الصالحي (توفي عام 1983) شاعر وكاتب عراقي.